# Cortinarius anisodorus
Cortinarius anisodorus är en svampart som först beskrevs av E. Horak, och fick sitt nu gällande namn av Peintner & M.M. Moser 2002. Cortinarius anisodorus ingår i släktet Cortinarius och familjen spindlingar.   Inga underarter finns listade i Catalogue of Life.